# Strada Vasile Alecsandri din Chișinău
Strada Vasile Alecsandri (la începutul sec. al XIX-lea s-a numit Drumul poștei; până în 1944 – drumul Hîncești; în anii 1944-1990 – șoseaua Kotovski) este o importantă stradă din centrul istoric al Chișinăului. 
De-a lungul străzii sunt amplasate o serie de monumente de arhitectură și istorie (vila urbană, nr. 18, casa individuală, nr. 20, casa individuală, nr. 24, casa individuală, nr. 30, casa de raport, nr. 34, casa individuală, nr. 37, casa individuală, nr. 42, casa individuală, nr. 44, casa individuală, nr. 48, casa individuală, nr. 62, casa de raport, nr. 72, casa de raport, nr. 74, casa individuală, nr. 77, casa individuală, nr. 80, casa individuală, nr. 88, casa de raport, nr. 90, casa de raport, nr. 97, casa de raport, nr. 101, casa de raport, nr. 105, casa individuală, nr. 111, edificiul pentru funcții social-culturale cu magazin la parter, nr. 115, clădirea fostului hotel, nr. 123, casa de raport, nr. 129, complexul de clădiri ale fostului azil pentru bătrâni „Frăția Alexandru Nevski” și biserica „Bucuria Tuturor Sfinților” etc), precum și clădiri administrative (Agenția Națională pentru Ocuparea Forței de Muncă, Agenția pentru Protecția Consumatorilor, Comisia Electorală Centrală, Consulatul Poloniei, Cimitirul Central, Biserica Sfântul Vladimir, Biserica lui Isus Hristos a Sfinților din Zilele din Urmă, Școala Auxiliară Nr. 7, sediul Moldelectrica și altele). 
Strada începe de la rondul cu str. Pantelimon Halippa și șoseaua Hîncești, intersectând alte 17 artere și încheindu-se la intersecția cu str. Albișoara.

## Legături externe
- Strada Vasile Alecsandri din Chișinău la wikimapia.org